# Issei Takayanagi
Issei Takayanagi (født 14. september 1986) er en japansk fodboldspiller.